# Bitwa pod Ragaz
Bitwa pod Ragaz – starcie zbrojne, które miało miejsce 6 marca 1446 r. w trakcie szwajcarskiej wojny domowej (1439–1446).
Po zwycięstwie pod Pratteln wojska francuskie z dużymi stratami wycofały się do kraju. Śmierć 1500 żołnierzy szwajcarskich przekreśliła ofensywne plany Francuzów i dodała otuchy wojskom związkowym. 6 marca 1446 r. pobiły one pod Ragaz pięciotysięczną armię habsburską. Po tym zwycięstwie rozpoczęły się rokowania pokojowe. Zurych zmuszony został do zerwania związków z Austrią, w zamian otrzymując zwrot swoich posiadłości odebranych przez Schwyz. Wpływy Habsburgów w Szwajcarii zostały ostatecznie wyeliminowane.